# 黃奕睿
黃奕睿（1967年7月21日—），臺灣臺中市人，中華民國政治人物、會計師、民主進步黨黨員。國立政治大學碩士、美國麻薩諸塞大學企研所碩士畢業，曾任臺灣省會計師公會理事長、高雄市會計師公會理事長，現任群智聯合會計師事務所執業會計師、中華民國會計師公會全國聯合會理事長。

## 個人背景
黃奕睿出生於台灣台中地區，求學時期先於國立政治大學完成碩士學位，而後赴美繼續深造，獲得马萨诸塞大学企研所碩士資格，返台後於國內擔任會計師職務，並成為台灣省、高雄市等地會計師公會理事長。2018年8月21日，中華民國會計師公會全國聯合會召開理監事會，黃奕睿獲選為理事長，並於該會中表示：以資本額作為驗資標準不宜更動，於任職期間仿照美、澳、英、日等國際趨勢，推動公會非執業會員制度。曾於2019年7月與英國國際會計師公會進行交流。

## 政治參與
2019年11月14日，民主進步黨中央執行委員會通過2020年不分區立法委員提名名單，黃奕睿名列第18名。選舉結果，民進黨之政黨得票數481萬1,241票、得票率33.98%，分配到13席不分區席次，黃奕睿未能當選。

## 選舉紀錄
| 年度 | 選舉屆數             | 選舉區                                 | 所屬政黨   | 得票數    | 得票率 | 當選標記 | 備註 |
| ---- | -------------------- | -------------------------------------- | ---------- | --------- | ------ | -------- | ---- |
| 2020 | 第十屆立法委員選舉   | 全國不分區及僑居國外國民立法委員選舉區 | 民主進步黨 | 4,811,241 | 33.98% |          |      |
| 2024 | 第十一屆立法委員選舉 | 全國不分區及僑居國外國民立法委員選舉區 | 民主進步黨 | 4,982,062 | 36.16% |          |      |